# 742 TCN
742 TCN là một năm trong lịch La Mã.